# 浅山純尹
浅山 純尹（あさやま すみただ）は幕末の平戸藩士、明治時代の神職。江戸で橘冬照に国学を学び、幕末には京都で藩政に関わった。明治維新後は壱岐住吉神社宮司、第九十九国立銀行頭取等を歴任した。

## 生涯

### 出自
文政9年（1826年）1月24日、肥前国平戸稗田に浅山九郎左衛門純徳の子として生まれた。先祖大村清助は大村藩重臣だったが、慶長12年（1607年）大村喜前の御一門払により藩を追われ、江戸に向かう途中平戸島田助で松浦鎮信に引き止められ、平戸藩に仕えた。その子三左衛門が浅山氏を名乗り、松浦隆信の代で家老に取り立てられた。三左衛門の長男伝左衛門が本家を継ぎ、次男九郎左衛門が分家を興した。

### 平戸藩出仕
幼くして維新館で漢学、父に国学、内野平助に和歌を学び、野元弁左衛門応斎に心形刀流剣術を学んで雷心刀の伝授を受けた。11歳で父を失い、天保8年（1837年）跡を継ぎ、弘化4年（1847年）御書方、安政3年（1856年）大小姓、近習を務め、度々松浦曜の参勤交代に同行した。江戸では橘冬照に国学を学び、入門して9年後、書庫への出入りを許された。また、山本甚左衛門に千家流茶道を学び、兄弟子長島嘉衛門を通じて皆伝を受けた。
文久2年（1862年）中老嫡子格、小納戸頭となり、隠居した藩主松浦熈に近侍した。
文久・元治頃、朝廷が攘夷決行を決議した際、平戸藩は平戸瀬戸に十数箇所の砲台建設を計画したが、予算の都合で人夫を雇えなかったので、純尹は小関亨等と共に藩士自ら工事に従事することを建議した。藩士等の反対に遭うと、「これは同志だけで行うので、反対者に強制することはない。反対者は建議書から氏名を削除してくれ。」と迫ったが、削除する者は一人も現れなかった。叶崎台場の建設を着工すると、他藩や農民・商人からも応援者が現れ、草鞋や簀子の寄贈を受け、2ヶ月も経たずに全ての砲台が竣工したという。

### 幕末の京都勤務
慶応3年（1867年）9月藩用人として京都に赴任する途中、兵庫で大政奉還の報に接し、10月25日京都で藩主に上京を命じる勅書を受け、急遽帰郷し、3日後帰京した。12月7日諸藩重臣への意見聴取に応じて田村左右と参内し、伝奏方に対し長州寛典問題について賛同の意を表し、諸外国が新政府と条約を再締結するため上京を申請していることについては、数藩に猶予の交渉を委任することを提案した。
王政復古の大号令の日の前日には京都御所での不穏な動きを聞き付け、大砲2門・打手6人・小銃16人・士14人を動員し、清和院御門を通って中山家邸に駆けつけ、岩倉具視の命で薩摩藩鈴木竹五郎に代わり御台所御門を警護した。
明治元年（1868年）1月大坂で上京する藩主を出迎え、先に山崎関に赴いて早朝の開門を手配した。6月家老・用人職が廃止され、奉行に就任した。明治2年（1869年）2月刑法大判事となり、兼藩政改正調掛を兼任、明治3年（1870年）12月権少参事となり、大監察、少参事を歴任した。

### 維新後の宗教行政
明治5年（1872年）1月教部省の命で藩主と上京し、13日壱岐住吉神社権宮司に就任、1873年（明治6年）6月19日中講義を兼ね、28日宮司・権大講義に進んだ。1874年（明治7年）5月14日長崎県中教院長代理となって同院の創設事務に当たり、8月18日大講義に進んだ。宮司就任以来、長崎県・教部省に社殿規模の拡大を訴えて聞き入れられ、1878年（明治11年）6月起工、1879年（明治12年）4月正殿・中門・拝殿・神饌所・社務所・透塀・玉垣等が竣工した。なお、この際遷座に要した費用の金額に齟齬があり、翌年内務省より譴責を受けた。6月27日官職を辞し、9月16日神社を退いた。
1880年（明治13年）3月11日権少教正に進み、9月9日五等教監心得を命じられた。1883年（明治16年）8月4日皇典講究所委員、9月8日長崎県厳原神道事務分局長。
1886年（明治19年）1月小関亨の後任として第九十九国立銀行頭取に就任した。1891年（明治24年）4月11日長崎県神官取締平戸支所長、12月25日同取締所講師。1892年（明治25年）1月九十九銀行を辞職、20日再び平戸支所長に就任し、和学教授を兼ねた。
1892年（明治25年）秋松浦詮が鶴ヶ峰での工事を監督するため帰島した際、帰京への同行を誘われ、10月末上京した。1894年（明治27年）6月15日69歳で病没した。

## 著書
- 『今様』 - 安政7年（1860年）成立。龍谷大学大宮学舎西黌所蔵[13]。

## 和歌
- 「千代までもこれすみのえとおもはねどまかる心はうれしくもなし」 – 1878年（明治31年）住吉神社を退職した時の歌[9]。
- 「宵は淡路夜中は三河あかつきは駿河の海の月を見しかな」 – 1892年（明治25年）上京する途中、神戸港から須磨浸月楼に足を伸ばし、十三夜の月を詠んだ13首の内の1首[6]。
- 「一声は稗田のくろに鳴きすてゝ雲居に高くゆくほとゝぎす」 – 辞世[12]。

## 人物
幼い時から人に屈することを好まなかった。成長後は議論を好み、誰よりも先に自分の意見を述べ、藩主にも躊躇わず諫言した。普段の会話では口下手だったが、講義になると淀みなく声を発した。
いつも和歌のことを考え、厠に行く時は勿論、夢の中でも歌を詠み、起きてすぐに枕元の硯を引き寄せ、歌を書き留めることもしばしばだった。

## 門人
- 西丹治（国学）[6]
- 玉置直雄（国学）[6]
- 井上寅之助（国学・茶道）[6]
- 松本常石麿（国学）[6]
- 辻川養節（茶道）[6]
- 近藤輝治（茶道）[6]
- 熊谷亦四郎（茶道）[6]